# Wiesław Hejno
Wiesław Hejno (ur. 10 lutego 1936 w Bychawie, zm. 30 września 2024) – polski profesor, aktor, reżyser, scenarzysta, publicysta.

## Życiorys
W latach 1955–1967 pracował jako aktor w Teatrze Lalki i Aktora w Wałbrzychu. w latach 1955–1959 studiował równocześnie na Wydziale Budownictwa Lądowego Politechniki Wrocławskiej. W 1959 zdał w Krakowie eksternistyczny egzamin aktorski. W latach 1967–1980 pracował we Wrocławskim Teatrze Lalek (w latach 1967–1968 pod nazwą Teatr „Chochlik”), w 1972 zdał eksternistyczny egzamin reżyserski. W latach 1980–1981 był zatrudniony w Teatrze „Pinokio” w Łodzi. W 1981 powrócił do Wrocławskiego Teatru Lalek i objął funkcję dyrektora i kierownika artystycznego, od 1988 do 2002 był dyrektora naczelnym i artystycznym tego teatru.
Równocześnie od 1973 pracował w Wydziale Lalkarskim we Wrocławiu Państwowej Wyższej Szkoły Teatralnej im. Ludwika Solskiego w Krakowie. Tam w 1976 przeprowadził przewód kwalifikacyjny I stopnia. Był prodziekanem (od 1976) i dziekanem (1978–1987) tego Wydziału. W latach 1987–1993 prorektorem Wydziałów Zamiejscowych we Wrocławiu krakowskiej PWST. W 2001 przeprowadził przewód kwalifikacyjny II stopnia, w 2007 uzyskał tytuł profesora sztuk teatralnych.
We Wrocławiu stworzył m.in. eksperymentalną „Małą Scenę” lalkarską, Studium Podyplomowe Reżyserii Teatru Dziecięcego i specjalizację aktor mim we wrocławskiej filii PWST. Był prezesem Clubu Rotary Wrocław Centrum.
Zmarł we Wrocławiu, pochowany 14 października 2024 na cmentarzu Osobowickim (pole 79-Aleja Zasłużonych-654).

## Dorobek artystyczny
Pierwszymi jego sukcesami reżyserskimi były Czarownice (1971), Książę Portugalii Joachima Knautha (1976) i Opera za trzy grosze Bertolta Brechta (1977). Do jego najważniejszych inscenizacji należał cykl Fenomen władzy, składający się z Procesu Franza Kafki (1985) Gyubala Wahazara Stanisława Ignacego Witkiewicza (1987 - WTL) i Fausta Johanna Wolfganga von Goethego (1989 - WTL). Dwa pierwsze przedstawienia otrzymały nagrodę na Międzynarodowym Festiwalu Teatrów Lalkowych w Zagrzebiu, Proces został także wyróżniony Złotą Statuetką Fredry jako największe wydarzenie kulturalne roku na Dolnym Śląsku w 1985. Za Komedię dla mamy i taty wg Juweniliów Stanisława Ignacego Witkiewicza (1996 - WTL) otrzymał w 1997 I Nagrodę na Międzynarodowym Festiwalu Teatrów Lalek w Pradze. Spektakl Śmieszny staruszek według Tadeusza Rózewicza (2001 - WTL) otrzymał nagrodę główną na Ogólnopolskim Festiwalu Komedii Talia w Tarnowie (2001), I nagrodę za reżyserię oraz nagrodę dla zespołu za kreacje aktorską na Ogólnopolskim Festiwalu Teatrów Lalek w Opolu (2001), nagrodę główną dla przedstawień dla dorosłych podczas Międzynarodowego Toruńskiego Spotkania Teatrów Lalek (2002), nagrodę Magnolii i nagrodę dziennikarzy na Przeglądzie Teatrów Małych Form „Kontrapunkt” (2002), nagrodę specjalną na Międzynarodowym Festiwalu Sztuki Lalkarskiej w Pradze (2003) i nagrodę Wrocławskiego Towarzystwa Przyjaciół Teatr za rok 2002. Przedstawienie Calineczka zostało wyróżnione nagrodą Śląskiego Oddziału ZASP „za animację” oraz nagrodą Stowarzyszenia Przyjaciół Śląskiego Teatru Lalki i Aktora „Ateneum” podczas Międzynarodowego Festiwalu Teatrów Lalek „Katowice Dzieciom”.

## Ordery i odznaczenia
- Krzyż Oficerski Orderu Odrodzenia Polski (2005)[11]
- Złoty Krzyż Zasługi (1983)[1]
- Medal 40-lecia Polski Ludowej (1984)
- Złoty Medal „Zasłużony Kulturze Gloria Artis” (2018)[12]
- Srebrny Medal „Zasłużony Kulturze Gloria Artis” (2012)[12]
- Medal Komisji Edukacji Narodowej (1996)[1]
- Odznaka „Zasłużony Działacz Kultury” (1977)
- Złota Odznaka Towarzystwa Miłośników Wrocławia (1977)

Źródło:.

## Nagrody i wyróżnienia
- wyróżnienie na III Ogólnopolskim Festiwalu Teatrów Lalek w Opolu za rolę Dudy w sztuce O chłopie, co wszystkich zwodził Jana Ośnicy w reżyserii Włodzimierza Dobromilskiego w Państwowym Teatrze Lalek w Wałbrzychu (1967)
- nagroda na VII OFTL w Opolu za poszukiwania twórcze (1975)
- Nagroda Indywidualna Ministra Kultury i Sztuki III stopnia za szczególne osiągnięcia w dziedzinie dydaktyczno-wychowawczej (1977)
- Nagroda Prasy Dolnośląskiej za osiągnięcia artystyczne w dziedzinie teatru lalkowego (1979)
- Nagroda Zespołowa Ministra Kultury i Sztuki II stopnia za szczególne osiągnięcia w dziedzinie rozwoju szkolnictwa teatralnego za terenie Wrocławia (1980)
- Nagroda Indywidualna Prezesa Rady Ministrów za twórczość dla dzieci i młodzieży (1983)
- Nagroda Miasta Wrocławia za działalność artystyczną i pedagogiczną w teatrze lalek dla dzieci i dla dorosłych (1985)[4]
- Złota Statuetka Fredry za spektakl Proces, który został uznany za największe wydarzenie kulturalne roku na Dolnym Śląsku (1985)
- I nagroda dla spektaklu Proces Wrocławskiego Teatru Lalek na MFTL w Zagrzebiu (1985)
- Nagroda Indywidualna Ministra Kultury i Sztuki I stopnia za szczególne osiągnięcia w dziedzinie dydaktyczno-wychowawczej (1986)
- Nagroda Prezesa Rady Ministrów za twórczość dla dzieci (1986)
- Nagroda Prasy Dolnośląskiej (1986)
- Nagroda Prasy Dolnośląskiej za osiągnięcia artystyczne i pedagogiczne w dziedzinie teatru lalkowego (1987)
- I nagroda dla przedstawienia Gyubal Wahazar na XX MFTL w Zagrzebiu (1987)
- Złota Pacynka (1992)
- Nagroda Indywidualna Ministra Kultury i Sztuki I stopnia za szczególne osiągnięcia w dziedzinie dydaktyczno-wychowawczej (1993)
- Dyplom Honorowy przyznany przez ambasadora RP w Santiago de Chile na Światowym Festiwalu Teatru Narodów w Chile (1993)
- „Atest” Świadectwo Najwyższej Jakości za rok 1994 za spektakl Krawiec Niteczka we Wrocławskim Teatrze Lalek (1994)
- Nagroda Komisji Kultury Miasta Wrocławia – Bene Meritibus (1995)[1]
- I nagroda na MF Teatrów Lalek w Pradze dla przedstawienia Komedia dla mamy i taty wg Juweniliów Stanisława Ignacego Witkiewicza z Wrocławskiego Teatru Lalek (1997)
- nagroda główna V Festiwalu Komedii „Talia” w Tarnowie dla spektaklu Śmieszny staruszek Tadeusza Różewicza we Wrocławskim Teatrze Lalek (ex aequo ze spektaklem Spaghetti i miecz ze Starego Teatru w Krakowie) (2001)
- I nagroda na XX OFTL w Opolu za reżyserię spektaklu Śmieszny staruszek Tadeusza Różewicza we Wrocławskim Teatrze Lalek oraz nagroda dla zespołu za kreację aktorską (2001)
- nagroda główna IX MTSTL w Toruniu w kategorii przedstawień dla dorosłych dla Śmiesznego staruszka Różewicza we Wrocławskim Teatrze Lalek (2002)
- Nagroda Magnolii i nagroda dziennikarzy na XXXVII OPTMF KONTRAPUNKT w Szczecinie dla spektaklu Śmieszny staruszek Różewicza we Wrocławskim Teatrze Lalek (2002)
- nagroda Stowarzyszenia Przyjaciół Śląskiego Teatru Lalki i Aktora „Ateneum” na II Festiwalu Teatrów Lalek „Katowice-Dzieciom” w Katowicach za walory plastyczne przedstawienia Calineczka wg Andersena we Wrocławskim Teatrze Lalek (2003)
- nagroda specjalna na VI Międzynarodowym Festiwalu Sztuki Lalkarskiej w Pradze za oryginalną interpretację dla przedstawienia Śmieszny staruszek Tadeusza Różewicza we Wrocławskim Teatrze Lalek (2003)
- nagroda Wrocławskiego Towarzystwa Przyjaciół Teatru dla Śmiesznego staruszka Różewicza we Wrocławskim Teatrze Lalek, jako najciekawszego spektaklu roku 2002 (2003)
- Nagroda im. Jana Dormana za rok 2004 - za wykreowanie myślącego i artystycznego teatru dla dzieci i młodzieży, za wybitne dokonania reżyserskie w realizacji ambitnych przedstawień dla młodego widza (2005)
- Henryk - Nagroda Sekcji Teatrów Lalkowych ZASP (2016)[13]

Źródło:.